# Étienne Ancelon
Étienne Ancelon est un homme politique français né le 19 mai 1806 à Nancy (Meurthe-et-Moselle) et décédé le 29 mars 1886 au sein de la même ville.

## Biographie
Fils de Jean Guillaume Ancelon, négociant à Château-Salins et de Anne Marie Cabocele, Étienne Ancelon fait des études de médecine et s'installe en 1828 à Dieuze, où il publie dans la Gazette des hôpitaux des travaux médicaux et historiques. En 1848, il devient républicain et écrit dans Le Travailleur et Le Travail. Il est incarcéré après le coup d'État et s'exile en Belgique. Il est député de Meurthe en 1871 et donne sa démission après le vote des préliminaires de paix, mais après la demande de l'Assemblée la retire. Il siège jusqu'en 1876 et s'inscrit dans le groupe de la Gauche républicaine, où il ne se représente pas. Il est membre de Académie royale de médecine de Belgique.